# Lubbockichthys tanakai
Lubbockichthys tanakai, thường được gọi là đạm bì Tanaka, là một loài cá biển thuộc chi Lubbockichthys trong họ Cá đạm bì. Loài này được mô tả lần đầu tiên vào năm 2002.

## Phân bố và môi trường sống
L. tanakai có phạm vi phân bố rải rác ở vùng biển Tây Thái Bình Dương. Loài này được biết đến thông qua 2 mẫu vật: một mẫu vật được tìm thấy tại đảo Iejima thuộc quần đảo Ryukyu (Nhật Bản) và mẫu vật kia được tìm thấy ở vùng biển xung quanh thủ đô Manila, Philippines. L. tanakai sống ở các rạn san hô xa bờ hoặc gần các hang động, kẽ nứt trên đá ở độ sâu khoảng 20 đến 70 m.

## Mô tả
Mẫu vật của L. tanakai thu thập tại đảo Iejima có kích thước khoảng 4,3 cm; mẫu vật tại Philippines có kích thước nhỏ hơn: 3,3 cm. Cơ thể có màu nâu nhạt; đầu màu đỏ với một dải sọc rộng màu đen trải dài từ sau mắt, băng qua khắp phần thân trên đến cuống đuôi. Bên dưới dải đen này là một dải màu vàng mỏng hơn. Một dải màu vàng tươi khác trải dài dọc theo gốc vây lưng và lưng. Các vây có màu trong suốt.
Số gai ở vây lưng: 2; Số vây tia mềm ở vây lưng: 26 - 27; Số gai ở vây hậu môn: 2; Số vây tia mềm ở vây hậu môn: 15 - 16; Số vảy đường bên: 56 - 58.